# Aleksa Karađorđević

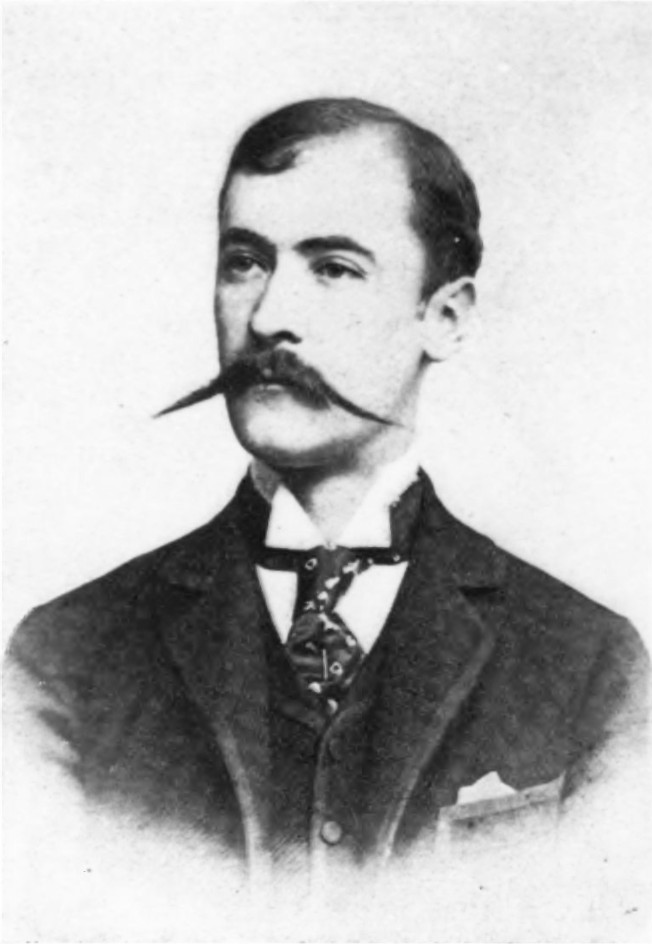
Alexis Karageorgevich, 1898

Aleksa Karađorđević (Prince Alexis Karageorgevitch / Karađorđević, serbisch-kyrillisch Алекса Карађорђевић Aleksa Karadjordjevic; geb. 10. Juni 1859; † 15. Februar 1920) war Oberhaupt des ältesten Zweiges des Hauses Karađorđević und ein Thronanwärter auf den serbischen Thron. Er diente im Ersten Balkankrieg 1912 als Soldat und danach als Präsident des Roten Kreuzes bis zum Rückzug der Serbischen Armee durch Albanien (Albanian Golgotha, Албанска голгота, Albanska golgota).

## Leben

### Jugend
Prinz Aleksa wurde geboren, fünf Monate, nachdem sein Großonkel Alexander Karadjordjevic gezwungen worden war als Monarch Serbiens abzudanken. Aleksas Eltern waren Fürst Djordje Karadjordjevic (1827–1884) und Sarka (Sara) Anastasijević († 1931), die Tochter von Senator Miša Anastasijević (Миша Анастасијевић; 1803–1885), einem der reichsten Bürger von Serbien. Er hatte den Bruder Boschidar Karađorđević (Кнез Божидар Карађорђевић, 1862–1908). Aleksas Großvater und Namensgeber, Fürst Aleksa Karađorđević (Alexis Karageorgevitch, 1801–1830) war der älteste Sohn von Karađorđe Petrović und der ältere Bruder von Alexander Karadjordjevic. 
Aleksa wuchs im Exil in Paris auf.

### Thronanspruch in Serbien
Mit dem Tod seines Vaters 1884 wurde Aleksa Oberhaupt des älteren Zweiges des Hauses Karadjordjevic und erhob Anspruch auf den serbischen Thron. Er war nicht der einzige Karadjordjevic, da Peter, der Sohn von Fürst Alexander Karadjordjevic ebenfalls Anspruch erhob. 1895 sagte Aleksa „Ich beabsichtige nicht nur, meine legitimen Rechte nicht aufzugeben, sondern bin bereit, sie durchzusetzen.“ Ein paar Jahre später machte sein Bruder Boschidar einen geheimen Besuch in Serbien um für Unterstützung für das Haus Karadjordjevic zu werben.
Ende 1898 traf Aleksa Mabelle Swift, die Nichte des amerikanischen Geschäftsmannes Gustavus Franklin Swift, in Paris. Karadjordjevic schlug eine Ehe vor, wobei Swift unter der Bedingung zustimmte, dass ihre Eltern der Verbindung zustimmten. Im Juni 1899 reiste Aleksa nach Amerika um die Zustimmung von Mabelles Vater, E. C. Swift, einzuholen. Karadjordjevic verbrachte auch einige Zeit bei der Familie in der Villa in Beverly, Chicago, aber letztlich gab die Familie keine Zustimmung zur Ehe. Einer der Gründe war wohl, dass die Familie bersorgt war, weil die Tochter nurmehr eine morganatische Frau sein dürfte, wenn Karadjordjevic auf den serbischen Thron käme.
Im Januar 1902 gab es Gerüchte aus Serbien, dass Aleksandar Obrenović vom rivalisierenden Haus Obrenović bereit sei zu Gunsten von Prinz Aleksa abzudanken oder ihn wenigstens als Erben einzusetzen. Daraus wurde jedoch nichts, weil im folgenden Jahr König Alexander ermordet wurde. Aleksa wurde bei der Suche nach einem Thronfolger übergangen und Prinz Peter Karadjordjevic wurde als König Peter I. eingesetzt. Prinz Aleksa verkündete daraufhin in einem Interview, dass er seinen Anspruch auf den Thron aufgegeben hätte.

### Spätere Jahre und Ehe

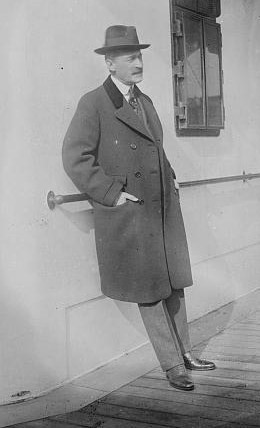
Prinz Aleksa Karadjordjevic

Nachdem die Familie Karadjordjevic wieder an der Macht war erließ König Peter 1909 ein neues Statut für die Mitglieder des Königshauses. Doch auch in diesem Statut gibt es keine Erwähnung von Mitgliedern des älteren, nicht-regierenden Zweiges der Familie. Die Nachfahren von König Peter erhielten den Titel Königliche Hoheit, während die Nachfahren seines jüngeren Bruders Arsenije Karađorđević (Арсеније Карађорђевић) erhielten den Titel Hoheit. Aleksa wurde also komplett von der Sukzession ausgeschlossen. Im Fall des Erlöschens der männlichen Linien von Peter und Arsen würde die Thronfolge auf Elena von Serbien übergehen.
Obwohl Aleksa 1903 verkündet hatte, dass er seinen Anspruch auf den Thron aufgab, blieb er im Ausland in Paris und in späteren Jahren beanspruchte er noch immer, dass er König von Serbien sein sollte. So sagte er noch 1913: „Ich habe keine Kritik an König Peter, außer, dass ich König von Serbien sein sollte, da ich ein ältester Sohn bin.“
Erst bei Ausbruch des Ersten Balkankrieges kam Aleksa wieder nach Serbien. Er hatte sich vorgenommen zu dienen und erhielt die Erlaubnis dazu von König Peter. Um nicht aufzufallen, schnitt er seinen Schnurrbart und ließ sich als normaler Rekrut in die Serbische Armee (Копнена војска Србије) aufnehmen. Während des Krieges nahm er teil an den Kämpfen in der Schlacht von Monastir (Битољска битка) und der Schlacht von Kumanovo (Кумановска битка).
Am 11. Juni 1913, einen Monat nachdem der Erste Balkankrieg geendet hatte, kehrte Aleksa nach Paris zurück und heiratete Myra Abigail Pratt (née Pankhurst; Tochter von John Foster Pankhurst und Maria Louise Coates). in der Russischen Kirche. Sie wurde unter dem slawischen Namen „Daria“ in die Orthodoxe Kirche aufgenommen. Der amerikanisch Botschafter in Frankreich Myron Timothy Herrick diente als einer der Zeugen der Braut, während Prinz Arsen Karadjordjevic und der Comte Ferdinand Baston de La Riboisière als Zeugen für Aleksa auftraten. Aleksa und seine angetraute verbrachten ihre Hochzeitsreise in Südfrankreich, bevor sie in ihre Heimat nach New York fuhren. Dies war der erste Besuch von Aleksa in den USA seit 14 Jahren.

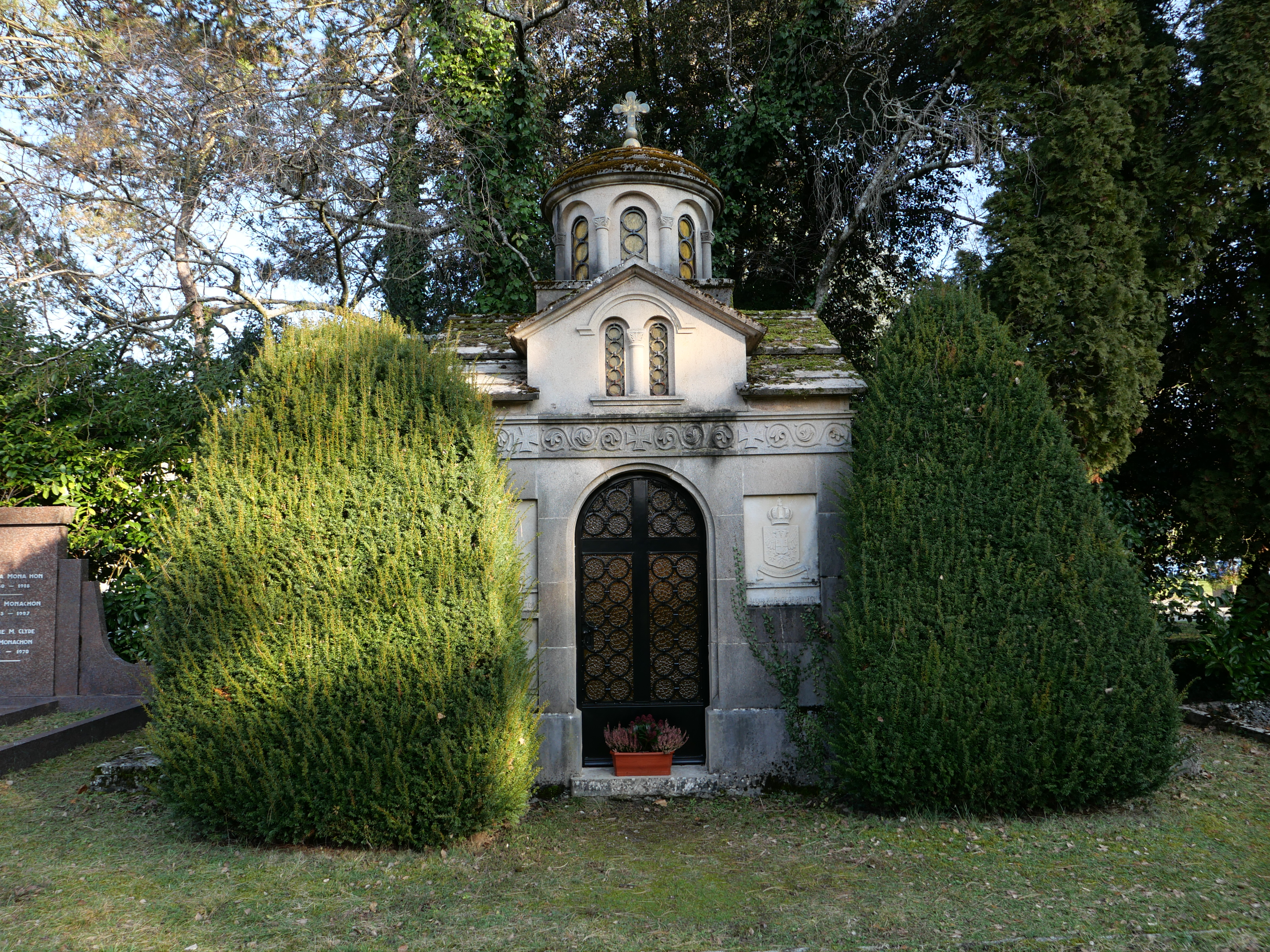
Karadjordjevics Mausoleum.

Während des Ersten Weltkrieges kehrten Aleksa und seine Frau nach Serbien zurück um das Land im Krieg zu unterstützen. Aleksa diente als Präsident des Serbischen Roten Kreuzes. Nach dem Fall von Niš, der Hauptstadt zu Kriegszeiten, an die Mittelmächte nahmen Aleksa und seine Frau im Winter 1915–1916 Teil an dem Massenrückzug aus Serbien durch die tückischen Gebirge von Montenegro und Albanien. Das Paar langte am Weihnachtsabend 1915 in Rom an. Im Sommer 1917 besuchten sie Großbritannien.
Mit dem Tod von Prinz Aleksa 1920 während des letzten Jahres der weltweiten Spanischen Grippe-Pandemie erlosch die männliche Linie des älteren Zweiges der Karadjordjevic. Der Fürst starb in St. Moritz in der Schweiz. Sein Grab befindet sich auf dem Cimetière Saint-Georges in Genf.